# Copa Venezuela

A Copa Venezuela é uma competição nacional de futebol da Venezuela. Criada em 1959, é organizada pela Federación Venezolana de Fútbol, e participam 81 clubes da Primera División de Venezuela, Segunda División e Tercera División, três divisões do Campeonato Venezuelano de Futebol.